# Mohamed Zerguini
 (juillet 2025).
Mohamed Zerguini (en arabe : محمد زرقيني), né le 30 janvier 1922 à Alger et mort le 21 juillet 2001 à Alger, est un homme politique algérien.
Il était président du Comité olympique algérien de 1968 à 1983 et en 1974, il est devenu membre du Comité international olympique.

## Biographie

### Désertion de l'armée française
Mohamed Zerguini était l'un des « officiers fuyant l'armée française » et ces officiers ont rejoint la révolution à la fin de celle-ci, la plupart d'entre eux dans les années 1958 et 1959 et ces officiers ont été impliqués[pas clair] dans l'armée française, mais ils ont aussi souffert des ravages du racisme colonial, comme tous ceux qui ont appris dans les écoles coloniales. L'enrôlement de ces officiers a commencé dans la révolution après avoir envoyé une lettre au président français René Coty appelant à une solution juste au cas algérien. Zerguini était lié au "mouvement des officiers algériens dans l'armée française" qui pensaient à un "tapage médiatique annonçant leur démission collective" et la plupart d'entre eux pensaient fuir et rejoindre l'Armée de libération nationale... Cette opinion est vite devenue dominante, mais avant la mise en œuvre c'était la sécurité militaire[pas clair]. À l'automne 1957, de nombreux membres du mouvement se sont retrouvés à la prison "Fran" (banlieue parisienne).[réf. nécessaire]